# Insektárium
Insektárium je speciální forma terária pro chov hmyzu nebo pavoukovců. Nazývá se tak také oddělení zoologické zahrady, ve kterém jsou taková terária umístěna.
Nádoby na přechovávání hmyzu jsou obvykle viditelné alespoň z jedné strany. Vzhledem k tomu, že bezobratlí bývají méně nároční než např. plazi nebo obojživelníci, pokud jde o podmínky jejich prostředí, kontrola teploty a vlhkosti v insektáriu často není tak důležitá. Vzhledem k malé velikosti živočichů se obvykle používají menší nádoby.
V insektáriích se chovají např. pavouci, brouci, švábi, včely, stonožky, mnohonožky, cvrčci, kobylky, strašilky, štíři nebo kudlanky. Insektárium pro mravence se nazývá formikárium.
Insektária mohou být zaměřena na učení o hmyzu, o druzích hmyzu a jejich stanovištích. Využívají se pro práci entomologů, arachnologů a dalších vědců, kteří studují suchozemské členovce a podobné živočichy. Insektária se také využívají ve výzkumu, zejména v tropické medicíně, ve farmaceutickém průmyslu nebo při výzkumu rostlinných škůdců. 